# Liophis taeniurus
Liophis taeniurus este o specie de șerpi din genul Liophis, familia Colubridae, descrisă de Tschudi 1845. Conform Catalogue of Life specia Liophis taeniurus nu are subspecii cunoscute.